# IJbok
IJbok is een bier van Brouwerij 't IJ te Amsterdam. Het is een seizoensbier dat alleen in de herfst gebrouwen wordt en de rest van het jaar niet beschikbaar is. IJbok is een herfstbok, een donker, bovengistend bier met een zachte geroosterde smaak en 6,5% alcohol. 